# マサチューセッツ州議会
マサチューセッツ州議会（マサチューセッツしゅうぎかい、英語:The Massachusetts General Court または the General Court of Massachusetts）は、アメリカ合衆国マサチューセッツ州の州議会である。ジェネラルコート（General Court）という名称は、マサチューセッツ湾植民地初期のころから引き継がれており、植民地議会は法律制定に加えて上訴裁判所としても機能していた。
1780年の州憲法制定以前は「大裁判所(Great and General Court)」と呼ばれていたが、州憲法起草者のジョン・アダムズによって正式名称が短縮された。 
州議会は両院制の議会であり、 上院は40人の議員で構成され、 下院は160人の議員で構成される。1978年までは州下院の議員数は240人であった。マサチューセッツ州会議事堂はボストンのビーコンヒルに位置し、ここで会議が開かれる。
1959年以来、マサチューセッツ州議会の上下両院は民主党が支配しており、その多数派は常に圧倒的多数を占めている。1990年代には、民主党は上下両院で拒否権を行使できないほどの多数派（すなわち、知事による拒否権行使を覆すのに十分な票数）となり、現在も上下両院で多数派を占めている。
上院議員と下院議員はともに2年の任期を務める。任期制限はなく、1994年にマサチューセッツ州で住民発議により任期制限が制定されたが、1997年にマサチューセッツ州最高裁判所により違憲判決が下された。最高裁判所は、憲法改正ではなく、法律によって役職に追加の資格要件を設けることは違憲であると判決を下した。

## 歴史

### マサチューセッツ湾植民地

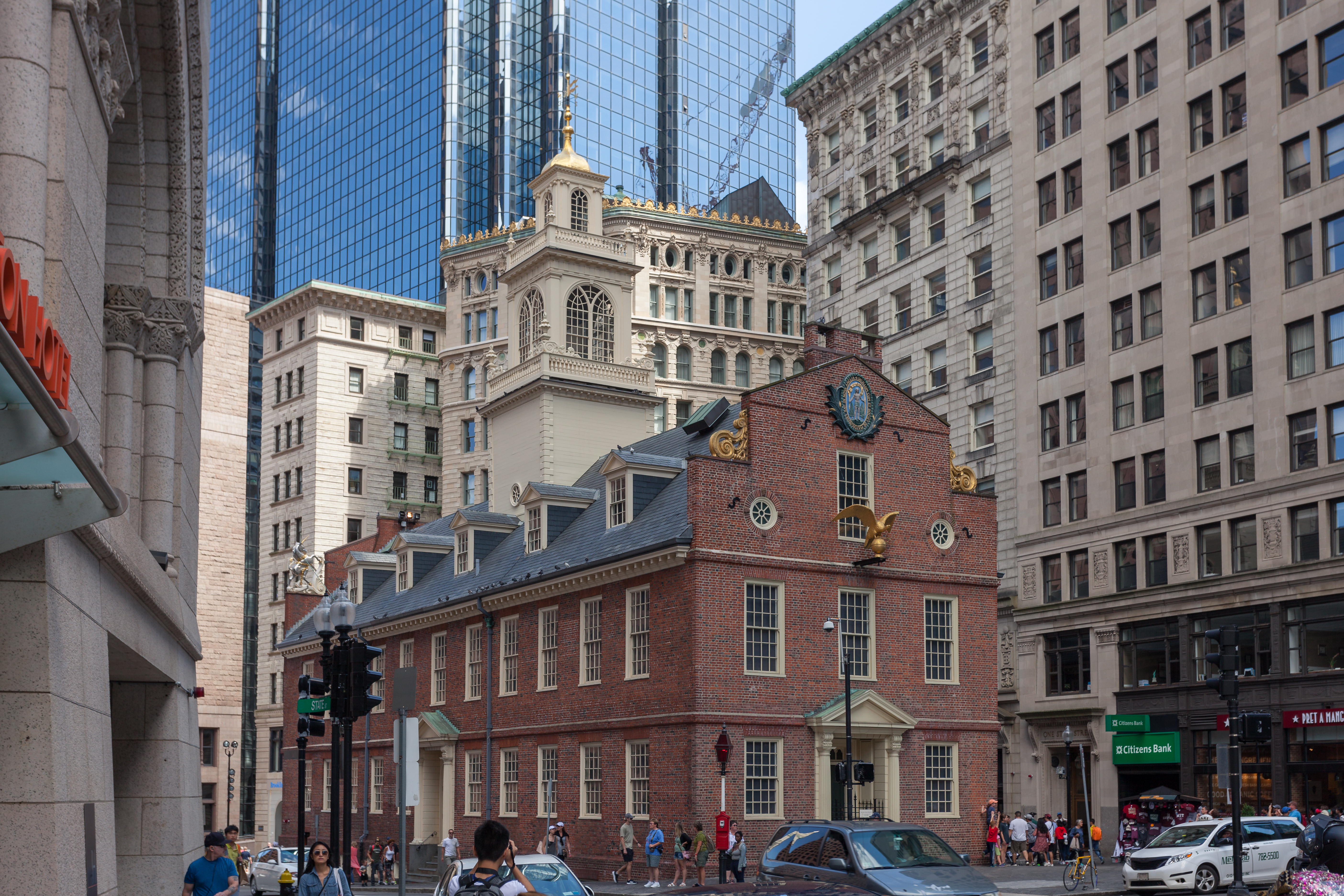
1713年～1774年、1780年～1798年にかけて、州会議事堂として使われたボストンの旧マサチューセッツ州会議事堂

州議会の最も古い歴史は、1629年の憲章に記されている。マサチューセッツ湾植民地は、13植民地の一つで、1628年にロンドンで設立された王室勅許の株式会社であった。当時の他の株式会社と同様に、最初の州議会は、自由民として知られる株主の会議であった。
「州議会」はロンドンで会合を開き、役員やメンバーを選出することになっていた。選出方法は、バージニア会社やイギリス東インド会社など、当時の他の植民地会社と同じであった。
自由民は毎年会合を開き、王室総督、副総督、会社の取締役からなる評議会の代表を選出していた。これらの役人は、植民地に対する王室による統治に同意し、植民地のプランテーションの管理と防衛を任務とする。最初に招集された評議会は、植民地の状況について議論し評価するために、これらのメンバーで構成されていた。
最初の会議は1629年にロンドンで開催された。議会はジョン・エンデコットを植民地への代表として選出した。まもなく、ジョン・ウィンスロップ知事と副知事のトマス・ダドリーは、自らニューイングランドを訪れ、政府をマサチューセッツ湾に移転するという慣例を破った。彼らとともに、会社の株主などもやってきた。
マサチューセッツ湾植民地では、新政府は便宜上自らを再編成した。 政府では、すべての株主を総会に集めるのではなく、各町に2人の代表を選出し、その代表を総会に派遣することにした。 
町が選出した代表と補佐官会議の区別により、議会は事実上両院制となった。 補佐官は判事や法律顧問として活動したが、会議が開かれる際には上院のような役割を果たした。代議院の決定を可決するには、彼らの同意と承認が必要であった。新しい州議会は毎年選挙で選出された。
参政権は、ピューリタンであり自由民である男性のみに認められていた。この議会は、住民に対する封建的な制約をすべて取り払い、権利章典と司法権の規定を制定した。また、この議会は、地方行政官の判断によりモーセの律法を法典として制定し、神権政治的準民主国家を創設した。
1630年代に一般評議会が投票を行い、政府体制は選挙で選ばれた知事を持つ体制に変更され、「自由民」のリストは特定のピューリタン教会に所属する者に限定されることとなった。
1634年、憲章が守られていないという苦情を受け、妥協案として、各町の自由民が選ぶ2人の代議員によって一般評議会を再構成することとなった。司法案件をめぐる問題により、1638年にさらなる改革が行われ、補佐官評議会が別個に審議を行う上院となり、法案の可決には両院の同意が必要となった。

### ニューイングランドのマサチューセッツ湾直轄植民地
1689年の名誉革命でニューイングランド連合が崩壊すると、補佐官たちは各町から代表者を集めて議会を改革した。
1691年のマサチューセッツ憲章により、マサチューセッツ湾直轄植民地はプリマス植民地を吸収した。プリマス植民地、メイン地区、ケープコッド沖の島々、マーサズ・ヴィニヤード、ナンタケット島はマサチューセッツの拡張地域となり、マサチューセッツ州議会の管轄下に入った。
この新制度のもと、宗教上の資格、すなわちピューリタンの男性のみが選挙権を持つという規定は、財産所有の資格に変更された。また、補佐役は正式に総督評議会と改められ、上院としての役割と諮問・同意機関としての役割を担うために、総督によって選出されることとなった。
州議会で可決されたすべての法律は、州の総督によって承認されることとなった。この新制度では、君主が持つ権限も拡大された。国王は海上業務を完全に管理し、商業法を執行するために、王室総督を通じて行政官として行動した。
この三権分立は、総督と議会との間に摩擦を生むことになった。議会は支出と予算に関する権限を保持しており、総督や総督評議会などの総督府はより強力な執行権限を持っていたが、議会の要求が受け入れられない場合、議会は政治的な行き詰まりを引き起こす可能性があった。総督が議会を解散する権限を持っていたとしても、翌年には新たな議会を選出する必要があったため、その権限は事実上無効であった。
イギリス議会による「耐え難き諸法」の可決により、植民地では政治的な混乱が生じた。政治的な混乱の中、当時の総督トマス・ゲイジは、議会の選挙を中止し、1774年には議会は事実上解散された。これにより、総督は政令により統治し、町政を任命することができた。
王法とゲイジの双方に背いて、議会のメンバーはマサチューセッツ州議会を結成し、ボストンを除く植民地の支配権を掌握した。ボストンでは、1776年3月17日にイギリス軍が撤退するまでイギリス軍が支配権を握っていた。知事評議会は、知事と副知事不在の間、行政機関として活動し、1775年4月19日にマサチューセッツ州で勃発したレキシントン・コンコードの戦いで始まったアメリカ独立戦争の初期、植民地の反乱軍を統率した。
議会は1776年5月1日にマサチューセッツ州のイギリスからの独立を宣言した。戦争がまだ続いている中、政府改革を求める声が高まり、1778年にマサチューセッツ憲法制定会議が開催された。
しかし、州議会が提案した憲法草案は、州民投票で否決された。1779年から1780年にかけて開催されたマサチューセッツ憲法制定会議は、特別に選出された議員によって開かれた。その結果、修正と批准を経て制定された憲法草案が、現在の州憲法となっている。

### その後の歴史
現在のマサチューセッツ州議会は、1780年の憲法制定以来、マサチューセッツ州の州議会として開かれている。マサチューセッツがアメリカ合衆国の州となった1788年2月6日より前に、この議会はすでに運営されていた。
1780年に始まった最初の議会は、上下両院とも1年間の任期制であった。これは、1921年1月の第142議会から2年間の任期制に拡大された。その後、立法年度は次のように定義された。「2年ごとの会期の開会から始まり、翌年の最初の水曜日の前の火曜日の午前0時に終わる最初の立法年度。2年目の立法年度は、2年目の最初の水曜日に始まり、州議会が延期されるか、翌年の最初の水曜日の前の火曜日の真夜中に終了する」
1885年に着任したワトソン・F・ハモンドは、州議会に選出された初のネイティブ・アメリカンであった。
フローレンス・スロコンブは、初めて州議会に選出された3人の女性のうちの1人であり、1926年から1928年まで、ウースター出身の女性として初めて州議会の議席を獲得した。
アルシア・ギャリソンは1992年に州下院議員に当選し、米国の州議会で初めてトランスジェンダーとして議員を務めた人物として知られる。彼女は選挙後に意に反したアウティングの被害を受けたが、1期務めた。
2018年現在、議会は、男性議員が75%、女性議員が25%を占めている。

## 議員

### 上院
マサチューセッツ州には40の選挙区があり、それぞれ選挙区が属する郡の名前が付いている。

### 下院
マサチューセッツ州には、州内の郡名をとって名付けられた160の代表地区がある。下院議長は歴史的に強力な権限を持ち、州政府のあらゆる側面に対して大きな影響力を行使してきた。

## 立法手続き

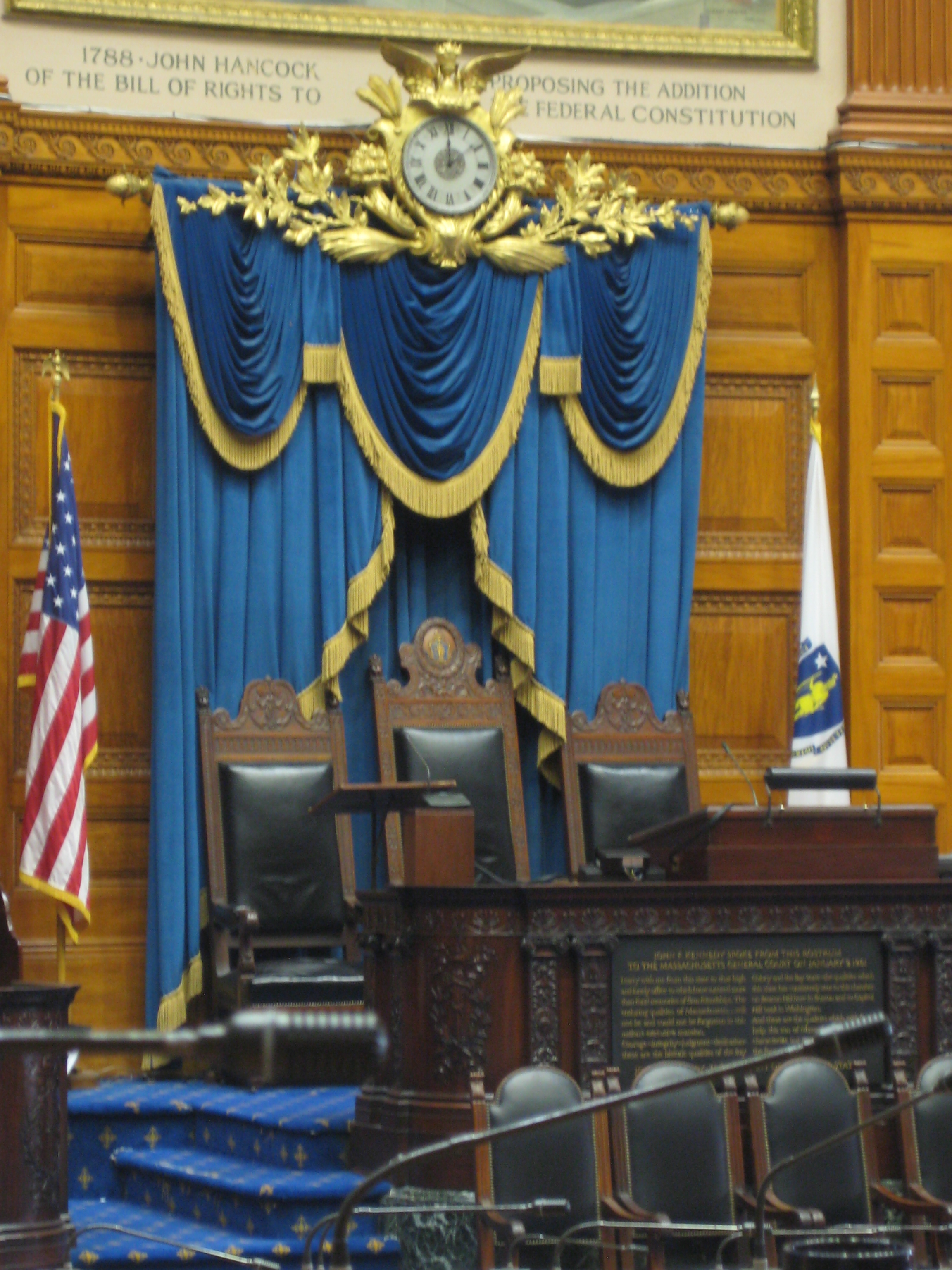
州下院会議場

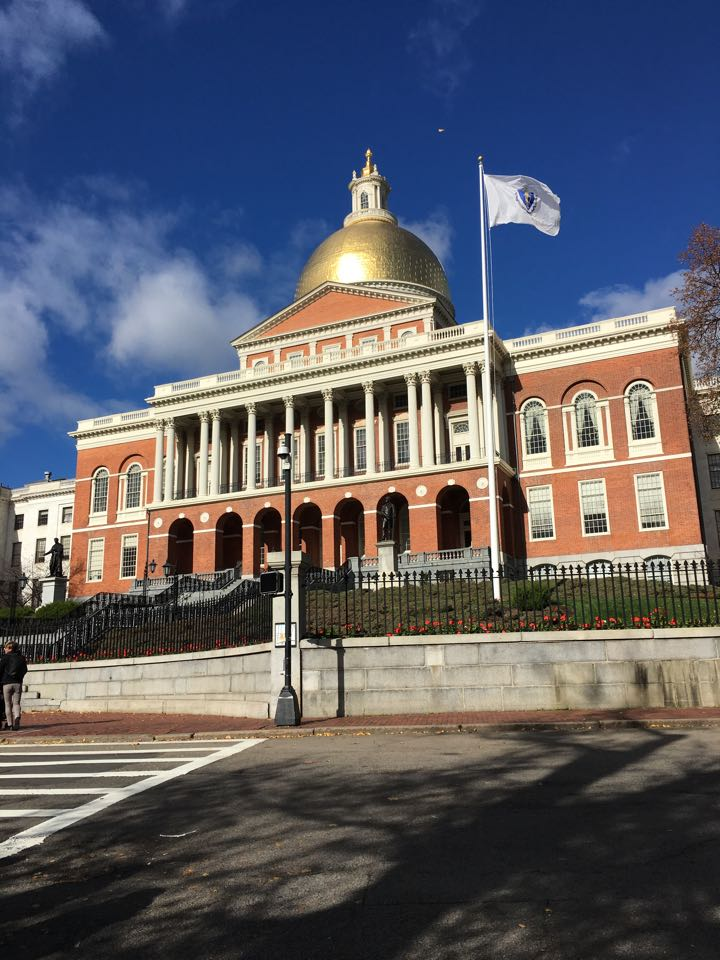
1798年以来、マサチューセッツ州議会の議事堂および州知事公邸となっているボストンのマサチューセッツ州会議事堂

議会は州における法律制定の責任を負う。2つの立法府は、両方に提出された保留中の法律について同時に作業を行う。
立法は、議員またはその代理人が法案、決議、その他の立法案を添付した請願書を、立法自動ワークフローシステム（LAWS）を使用して電子的に提出したときに始まる。
電子的に提出された立法案は、下院または上院の書記官室に送られ、請願書、法案、決議は電子的な議事録に記録される。書記官は法案に番号を付け、適切な合同委員会に割り当てる。
これらの委員会は26あり、それぞれが特定の政策分野、税制、教育、医療、保険などに関連する法案を審議する責任を負っている。各委員会は上院議員6名と下院議員11名で構成される。
常任委員会は個々の法案について公聴会を開催し、市民、議員、ロビイストに意見を述べる機会を与える。委員会メンバーは、非公開の会議で公聴会の証言を検討し、各法案の利点を議論した後、下院または上院の全議員に勧告を行う。
一般市民は非公開の会議を傍聴することはできるが、会議に参加することはできない。その後、委員会は法案を「可決すべき」または「否決すべき」と勧告する報告書を提出する。
好意的に報告された法案の第一読会は自動的に行われ、通常、委員会報告が上下両院の会議録に掲載された時点で実施される。
他の合同委員会、下院委員会、上院委員会への付託を必要としない案件は、上院で報告された場合、最初の審議の後、上院規則委員会に審議なしで付託される。ただし、特定の特別法（市や町に関するもの）は上院日程表（議事日程）に直接載せられ、下院で報告された場合は、下院運営・政策・日程委員会に審議なしで付託される。
上院規則委員会または下院運営・政策・日程委員会からの報告書は、第2読会のために報告書を受け取る議会の日程表に掲載される。合同委員会で好意的に報告された法案が医療に影響を与える場合、下院または上院書記官により医療資金調達合同委員会に回付される。第1読会は、次回の好意的な報告まで延期され、これにより医療資金調達合同委員会は下院または上院のいずれかに報告することができる。
医療資金調達合同委員会は、法案の報告を行う際に、その法案にかかる概算費用を提示することが義務付けられている。概算費用が10万ドル未満の場合は、法案は歳入委員会に付託されることなく通過する。法案が医療とは無関係だが連邦政府の財政に影響を与える場合、または医療資金調達委員会が10万ドルを超える費用を見積もって報告した場合、法案は上院または下院歳入委員会の審議に付託される。
反対意見（「可決すべきではない」）は、上院では運営・政策委員会に回付され、下院では次の会期の議事日程に討論なしで記載される。どちらかの院で反対意見が受け入れられた場合、それは最終的な否決と見なされ、その案件は終了となる。ただし、反対意見は覆すことができる。議員は法案を報告書と差し替える動議を提出することができ、差し替え動議が可決されれば、案件は第一読会に付託され、委員会で好意的に報告された場合の同じ手続きに従う。法案が2回目の朗読を終えると、修正や動議に関する議論が可能となる。 議論の後、投票が行われ、法案が賛成多数で可決されれば、3回目の朗読が行われ、3回目の朗読法案委員会に送られる。これは、その委員会における法案の予備承認に相当する。
同委員会は、法案の技術的な点、その合法性や合憲性、既存の法律と重複したり矛盾したりしていないかを確認する。その後、委員会は報告書を提出し、法案を上下両院に回付して第3読会にかける。
この時点で、議員は法案をさらに審議し、修正することができる。第3読会後、本会議で「法案を本会議に回付する」ことを投票で決定する。法案はその後、反対の院で3回の審議と採決を経る必要がある。 これが実現した場合、法案は立法採決課に送られ、一般法に従って特別な羊皮紙にタイプされる。 しかし、反対の院が修正を加えた法案を可決した場合、法案は元の院に戻り、修正の承認投票が行われる。
両院協議会が成立しない場合は、両党を代表する各院の3名で構成される両院協議会が妥協案をまとめるために招集される。妥協案が成立すると、法案は両院に送られ、承認を得る。
法案を「成立」させる投票は、まず下院、次に上院で行われ、州議会による法案通過の最終段階となる。
法案が成立すると、知事に送られ、知事が署名して法律として成立させるか、署名せずに成立させるか（州議会が開会中に知事が10日間何もしないで法案を保留した場合、知事の署名なしで法律として成立）、拒否権を行使するか、修正を勧告して州議会に差し戻すかのいずれかの措置が取られる。
州議会が年間会期を終え、知事が10日以内に法案に署名しなかった場合、法案は廃案となる。これは「ポケットベト（pocket veto）」と呼ばれ、この10日間の期間には日曜日や祝日も含まれ、たとえそれが10日目に当たる場合でも、法案が知事の机に置かれた翌日から始まる。
知事が署名した法案、または知事の拒否権行使にもかかわらず上下両院の3分の2以上の賛成で可決された法案は法律となる。通常、90日後に発効する。
知事が法案に署名した翌日を第1日目とし、日曜日や祝日を含む各日を90日目まで数える。緊急性があるとみなされる法律は、州議会が法案に「緊急前文」を付けることを投票で決定した場合、署名と同時に発効する。
前文の採択には、議員の3分の2の賛成投票が必要である。また、知事は法律を緊急法として宣言し、即座に発効させることもできる。特別法は、即時発効の規定がない限り、署名日から30日後に発効する。

## ステートハウス・ニュース・サービス社
ステートハウス・ニュース・サービス社は、マサチューセッツ州議会議事堂を拠点とする独立系の民間通信社で、マサチューセッツ州の政府に関する包括的な報道を行っている。州会議事堂の両院に報道デスクを設置し、議場での取材許可を得ている唯一の報道機関である。

## 参考書籍
- Morison, Samuel (1917). A History of the Constitution of Massachusetts. Harvard University Library: Wright & Potter Printing Co.
- Cornelius Dalton (1984). Leading the Way: a History of the Massachusetts General Court, 1629-1980. Boston: Massachusetts Secretary of State. ISBN 0961391502
- Noah Bierman. "Legislators' vital work veiled from public's eye". The Boston Globe, July 8, 2011.
- “Should the Massachusetts Legislature be subject to the state's public records law?”, Boston Globe, (June 25, 2020)